# Eucalyptus botryoides
Eucalyptus botryoides — вид рослин з роду евкаліпт (Eucalyptus).

## Поширення та середовище існування
Eucalyptus botryoides є ендемічним лише для певних територій у штатах Вікторія та Новий Південний Уельс, в Австралії. Вид був інтродукований до Зімбабве, Танзанії, Уґанди, Руанди, Тунісу, Гаваїв, острова Норфолк, острова Пасхи, півночі Нової Зеландії, Італії, Пуерто-Рико, Португалії, Пакистану, Тайваню та Китаю (провінції: Гуандун, Гуансі, Цзянсі, Сичуань). Зростає у лісистій місцевості на алювіальних рівнинах.

## Опис
Дерева заввишки 16—18 м. Кора на стовбурі та більших гілках коричнева або сірувато-коричнева, волокниста або лускато-волокниста, стійка, а кора на менших гілках біла або сірувато-біла, гладка, відшаровується. Гілочки ребристі. Молоде листя супротивне, черешкове, листова пластинка яйцеподібна, верхівка заокруглена. Зріле листя з черешком, розміром приблизно 1,5 см, листова пластинка яйцеподібна або довгояйцеподібна, від 8 до 12 см та від 4 до 6 см, шкіряста, вторинні жилки розташовані на відстані 3—6 мм одна від одної та під кутом приблизно 60° від середньої жилки, крайові жилки приблизно 1 мм від краю, основа заокруглена, верхівка гостра. Суцвіття пазушні, прості, парасольки з 6—10 квіток. Квіткові бруньки оберненояйцеподібні, розміром приблизно 7 мм. Гіпантій вузько-оберненоконічний, приблизно 5 мм, 2-ребристий. Тичинки 4—5 мм, пиляки довгі, еліптичні, поздовжньо розкриваються. Цвіте з серпня по жовтень.

## Використання
Деревина цієї рослини дуже міцна, її використовують для виробництва дошок та панелей.